# Yonex
Yonex Company, Limited (ヨネックス株式会社, Yonekkusu Kabushiki-gaisha) fondée en 1946, est une entreprise japonaise basée à Tōkyō, spécialisée dans les articles de sport, en particulier dans le badminton, le tennis et le golf.

## Histoire

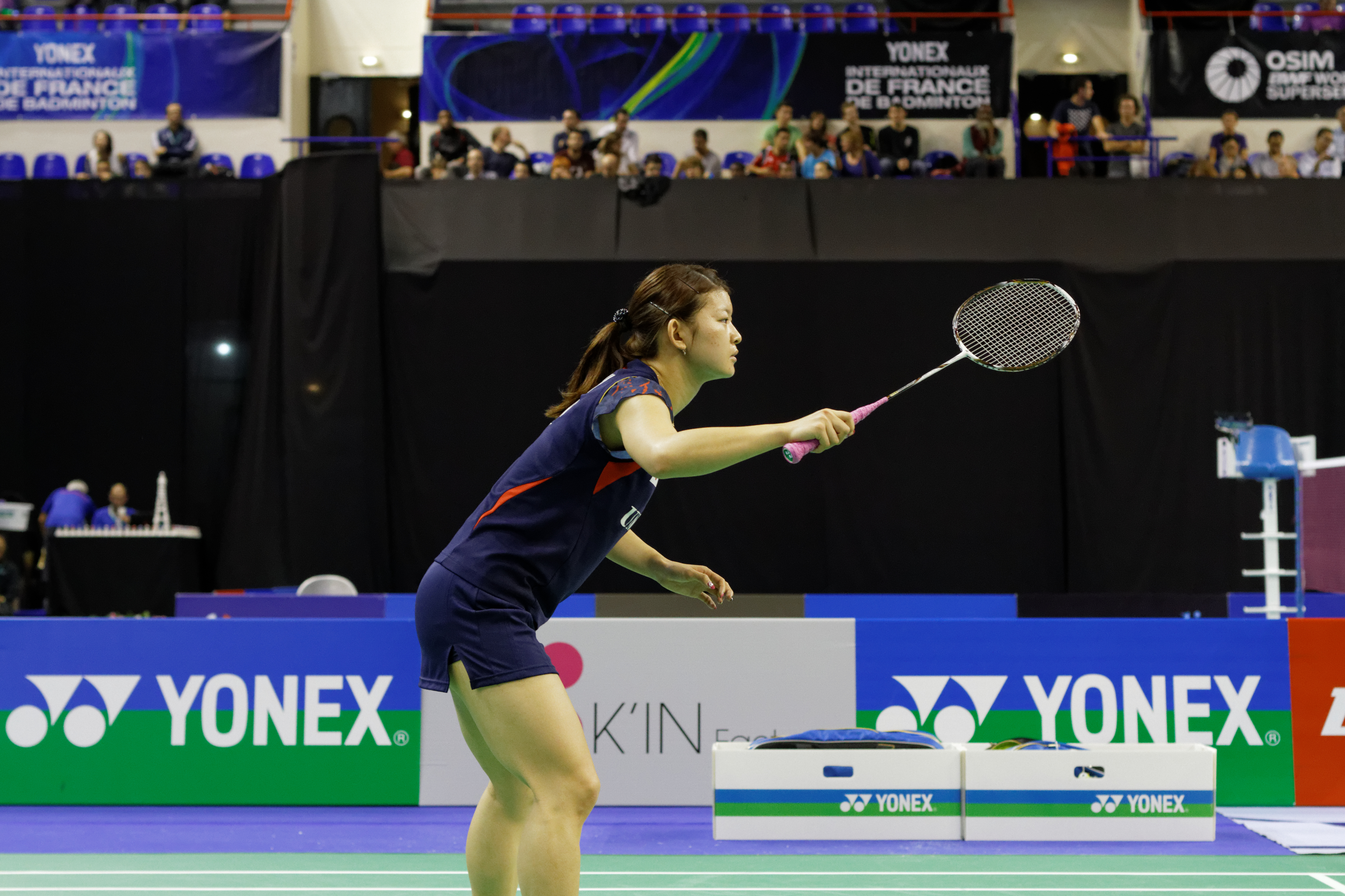
Yonex Internationaux de France de Badminton 2013

En 1946, Minoru Yoneyama (ja)  fonde la Yoneyama Company, Ltd., une entreprise qui produit des flotteurs en bois et des filets de pêche. Sa production artisanale en bois prospère quelques années jusqu'à ce que les progrès modernes, notamment les flotteurs en plastique, forcent l'entreprise à arrêter sa production. À ce moment, frustré d'être mis de côté par la technologie de pointe, Yoneyama promit de ne plus se laisser distancer technologiquement. Ainsi, il a commencé un engagement qui a finalement conduit à des innovations dans le monde du golf, du tennis, et du badminton. S'appuyant sur les forces de l'artisanat en bois, l'entreprise évolue dans la fabrication des raquettes de badminton sous l'appellation d'autres marques.
En 1961, la première raquette de badminton de marque Yoneyama est introduite. Deux ans plus tard, la  Yoneyama Trading, Ltd. est créée à Tōkyō afin de distribuer les raquettes au niveau international.
L'engagement de la société envers l'innovation a attiré une attention considérable en 1968, lorsque Yoneyama introduit la première raquette de badminton en aluminium, la "#7000".
En 1969, l'entreprise diversifie sa production et se lance dans l'industrie des raquettes de tennis.
En 1973, la société présente son nouveau logo avec les combinaisons de couleurs bleu et vert. Un an plus tard, le nom de l'entreprise change et devient officiellement Yonex.
En 1980, Yonex introduit la toute première raquette ultra-légère, la "Carbonex 8". Deux ans plus tard, à la suite de la bonne utilisation de matériaux légers pour la construction des raquettes, Yonex a commencé à explorer des applications similaires dans les clubs de golf.
En 1984, Yonex devient le sponsor officiel des All England Badminton Championships (Open d'Angleterre).
S'appuyant sur le succès de la conception isométrique dans le tennis, Yonex introduit en 1992 la première raquette de badminton isométrique à large fuselage, la "Isometric 500".
Yonex est devenu le fournisseur de matériel de badminton officiel des Jeux olympiques de 1992, de 1996, de 2000, de 2004 et ceux de Beijing en 2008 où les 24 médailles de badminton ont été obtenues avec des équipements Yonex, un exploit qu'aucun autre fabricant sportif n'a atteint.
En 2009, Yonex lance la "ArcSaber Z-Slash", la première d'une nouvelle génération de raquettes. Un an plus tard, lors d'essais au Metropolitan Gymanasium de Tōkyō, la vitesse d'un smash du Malaisien Tan Boon Heong a été enregistrée à 421 kilomètres par heure. Ce record de vitesse a été certifié par le Guinness World Records le 8 mars 2010 comme étant le smash le plus rapide de l'histoire.

## Tennis
Stanislas Wawrinka, Juan Mónaco, David Nalbandian, Bernard Tomic, Lleyton Hewitt, Caroline Wozniacki, Sabine Lisicki, Ana Ivanovic ou Angelique Kerber sont équipés par Yonex en 2012. Martina Hingis, Martina Navrátilová ou plus récemment Stanislas Wawrinka ont remporté des grands chelems avec une raquette Yonex.
Les raquettes Yonex s'articulent actuellement autour de plusieurs gammes, les VCore, VCore Xi, les Ezone Xi...
Réputées pour leur tête isométrique qui en fait leur marque de fabrique, les cadres Yonex sont particulièrement stables et la zone de frappe est étendue créant une zone explosive dans le tamis qui améliore la puissance naturelle. C'est une des raisons qui fait que Yonex est une marque de raquette qui sied bien aux femmes. Elles sont nombreuses à adopter Yonex et Yonex possède d'ailleurs davantage de contrats d'équipement avec des femmes sur le circuit WTA qu'avec des hommes du circuit ATP.

## Badminton
Yonex est une des marques pionnières dans le Badminton. Ses productions de raquettes se divisent,actuellement en 5 gammes: Nanoflare, Astrox, Nanoray, Duora et Voltric. Ses différentes couvrent la plupart du marché dans les segments amateurs jusqu'aux segments professionnels. Les raquettes, adoptant des structures diverses (matériaux plus ou moins haut de gamme), des poids différents allant du 6U au 2U (70g à 95g et plus) et des capacités à supporter des tensions de cordage différentes, permettent à Yonex d'être considéré comme la marque de référence du badminton.
Yonex produit également des volants plumes destinés à la compétition, des chaussures destinées à la pratique du badminton, des t-shirts floqués à l'effigie de la marque ou encore des filets de badminton...Yonex est donc une marque qui couvre le secteur du badminton dans son entièreté.
Yonex est également une marque partenaire de très nombreux joueurs de badminton situés dans le top mondial BWF. On trouve notamment Kento Momota, Viktor Axelsen, Lin Dan ou encore Lee Chong Wei qui sont des joueurs placés dans le top 10 BWF en simple homme. On trouve également dans le top 10 BWF en simple dame Carolina Marín, Ratchanok Intanon, Saina Nehwal ou encore Akane Yamaguchi.
La firme est aussi partenaire de nombreux tournois mondiaux tels que les Yonex Internationaux de France ou d'autres tournois Masters se déroulant un peu partout dans le monde entier.